# Uno Atout
Uno Atout est un cheval trotteur français, né le 4 mars 1986 et mort en 2003. Il remporta notamment le Prix de Cornulier, principale épreuve dans cette discipline.

## Carrière de course
Sous la férule de Paul Billon, Uno Atout débute au printemps de ses 3 ans par deux victoires provinciales, au trot attelé, mais sans pouvoir confirmer d'emblée en région parisienne, renouant avec le succès près d'un an après ses débuts, au monté cette fois. Ses progrès lui valent de se frotter à l'élite de sa génération dans le Prix Gaston de Wazières, dont il se classe deuxième. Mais à l'hiver 90/91, il est dirigé exclusivement vers les épreuves sous la selle, où il se montre souverain face à ses contemporains, enchaînant les victoires au cours du meeting d'hiver de Vincennes. Il décroche ses premiers succès au niveau semi-classique, et bientôt sa première victoire dans un groupe 1, le Prix des Centaures. Au cours de son année de 5 ans, il ne court qu'au trot monté (à l'exception d'une tentative infructueuse dans le Critérium des 5 ans), ajoutant notamment le Prix de Normandie à son palmarès. Il se place naturellement parmi les grands favoris du Prix de Cornulier 1992, mais il y échoue à la cinquième place, derrière le trio Voici du Niel, Vivier de Montfort, et Queila Gédé. En revanche, son retour à l'attelé s'avère concluant puisqu'il n'est battu que par Vivier de Montfort dans le Prix de Paris. Dès lors, Uno Atout, passé sous la responsabilité d'Alain Roussel au cours du printemps 1992, va alterner avec bonheur les deux disciplines, mais réussir un meeting d'hiver en demi-teinte, marqué par un nouvel échec dans le Cornulier, mais une belle cinquième place dans le Prix d'Amérique remporté par la Suédoise Queen L, s'intercalant entre les cracks Sea Cove et Ténor de Baune. Moins en vue au cours de l'année 1993, il s'impose toutefois dans la Clôture du Grand National du trot, et ne peut que figurer dans le Cornulier, où il termine cinquième, tout comme dans le Prix d'Amérique de Sea Cove, alors qu'il grimpe sur le podium du Prix de France derrière Vourasie et Bahama. Âgé de son année de 8 ans, Uno Atout se consacre à l'attelage, où il s'offre le Prix de La Haye et un doublé dans la Clôture du GNT, mais c'est pour mieux faire son retour au monté puisqu'il réussit enfin, à sa quatrième participation, à décrocher le Cornulier. Ce sera l'ultime victoire de sa carrière, le cheval se montrant nettement moins performant au cours des mois qui ont suivi cette victoire, sa plus belle.  

### Palmarès

#### Attelé
- Clôture du Grand National du trot (Gr.2, 1993, 1994)
- Prix de La Haye (Gr.2, 1994)
- 2e Prix de Paris (Gr.1, 1992, 1993)
- 3e Prix de France (Gr.1, 1994)
- 2e Prix Gaston de Wazières (Gr.2, 1990)
- 3e Prix de La Haye (Gr.2, 1993)
- 3e Prix d'Europe (Gr.2, 1994)
- 3e Prix de Bourgogne (Gr.2, 1994)

#### Monté
- Prix de Cornulier (Gr.1, 1995)
- Prix de Normandie (Gr.1, 1991)
- Prix des Centaures (Gr.1, 1991)
- Prix Émile Riotteau (Gr.2, 1991)
- Prix Hervé Céran-Maillard (Gr.2, 1991)
- Prix Camille Blaisot (Gr.2, 1991)
- Prix Léon Tacquet (Gr.2, 1991)
- Prix Paul Bastard (Gr.2, 1991)
- Prix de l'Île-de-France (Gr.2, 1992, 1993)
- 2e Prix Philippe du Rozier (Gr.2, 1990)
- 2e Prix Jacques Olry (Gr.2, 1990)
- 2e Prix Louis Forcinal (Gr.2, 1991)
- 2e Prix Théophile Lallouet (Gr.2, 1991)
- 2e Prix Camille Lepecq (Gr.2, 1992, 1994)
- 2e Prix des Élites (Gr.1, 1991)
- 2e Prix des Centaures (Gr.1, 1992)
- 3e Prix Jules Lemonnier (Gr.2, 1991)
- 3e Prix Paul Buquet (Gr.2, 1992)

## Au haras
Uno Atout connaît une réussite modeste au haras, où il entre à 10 ans, en 1996. Son meilleur produit s'avère être Jackal 1'11, lauréat d'un Prix Jean-Luc Lagardère à Enghien.

## Origines
| Origines de Uno Atout, mâle, alezan. | Origines de Uno Atout, mâle, alezan. | Origines de Uno Atout, mâle, alezan. | Origines de Uno Atout, mâle, alezan. |
| ------------------------------------ | ------------------------------------ | ------------------------------------ | ------------------------------------ |
| Père Istraeki                        | Paléo                                | Fandango                             | Loudéac                              |
| Père Istraeki                        | Paléo                                | Fandango                             | Tombelaine                           |
| Père Istraeki                        | Paléo                                | Rosina                               | The Great Mc Kinney (US)             |
| Père Istraeki                        | Paléo                                | Rosina                               | Historiette III                      |
| Père Istraeki                        | Vanikie                              | Niky des Étangs                      | Quinio                               |
| Père Istraeki                        | Vanikie                              | Niky des Étangs                      | Houbara                              |
| Père Istraeki                        | Vanikie                              | Navale                               | Euripide                             |
| Père Istraeki                        | Vanikie                              | Navale                               | Ondine                               |
| Mère Lura d'Atout                    | Ura                                  | Carioca II                           | Mousko Williams                      |
| Mère Lura d'Atout                    | Ura                                  | Carioca II                           | Quovaria                             |
| Mère Lura d'Atout                    | Ura                                  | Gélinotte                            | Kairos                               |
| Mère Lura d'Atout                    | Ura                                  | Gélinotte                            | Rhyticère                            |
| Mère Lura d'Atout                    | Nouvelle d'Atout                     | Hermès D                             | Kairos                               |
| Mère Lura d'Atout                    | Nouvelle d'Atout                     | Hermès D                             | Sa Bourbonnaise                      |
| Mère Lura d'Atout                    | Nouvelle d'Atout                     | Dame d'Atout II                      | Quinio                               |
| Mère Lura d'Atout                    | Nouvelle d'Atout                     | Dame d'Atout II                      | Nouvel Atout                         |